# Charles Williams (escritor estadounidense)
Charles Williams (San Angelo, Texas, 13 de agosto de 1909 - 7 de abril de 1975) fue un escritor estadounidense considerado como uno de los mejores escritores de novela negra.

## Biografía
Creció en su ciudad natal y en Nuevo México. Se enroló en la marina mercante como operador de radio, y combatió durante la II Guerra Mundial, también en la marina. A su regreso siguió trabajando en la radio en varias ciudades de Estados Unidos. En 1950 escribió su primera novela, Hill Girl.
Tras la muerte por cáncer de su mujer, y la acumulación de deudas, Williams se sumió en la depresión. En 1975 se suicidó.

## Estilo
Williams es asociado al estilo hardboiled.

## Obras
- Hill Girl (1951)
- Big City Girl (1951)
- River Girl (a.k.a. The Catfish Tangle) (1951) -traducción: Asesinato en la laguna
- Hell Hath No Fury (a.k.a. The Hot Spot) (1953) -tr. Zona caliente
- Nothing in Her Way (1953)
- Go Home, Stranger (1954)
- A Touch of Death (a.k.a. Mix Yourself a Redhead; basado en la novella And Share Alike) (1954) -tr. La red de la muerte
- Scorpion Reef (a.k.a. Gulf Coast Girl; basado en la novella Flight to Nowhere) (1955) -tr. El arrecife del escorpión
- The Big Bite (1956)
- The Diamond Bikini (1956)
- Girl Out Back (a.k.a. Operator; basado en la novella Operator or Operation) (1958)
- Talk of the Town (a.k.a. Stain of Suspicion) (1958) -tr. Marcada por la sospecha
- All the Way (a.k.a. The Concrete Flamingo) (1958)
- Man on the Run (a.k.a. Man in Motion) (1958) -tr. La huida
- Uncle Sagamore and His Girls (1959)
- The Sailcloth Shroud (1960) -tr. Una mortaja
- Aground (1960)
- The Long Saturday Night (a.k.a. Confidentially Yours; Finally, Sunday!) (1962) -tr. La larga noche del sábado
- Dead Calm (basado en una novella anterior, Pacific Honeymoon) (1963) -tr. Mar calmo
- The Wrong Venus (a.k.a. Don't Just Stand There) (1966)
- And The Deep Blue Sea (1971)
- Man on a Leash (1973)

- Datos: Q1066463
- Multimedia: Charles Williams (U.S. author) / Q1066463